# Hôtel de Bourgogne

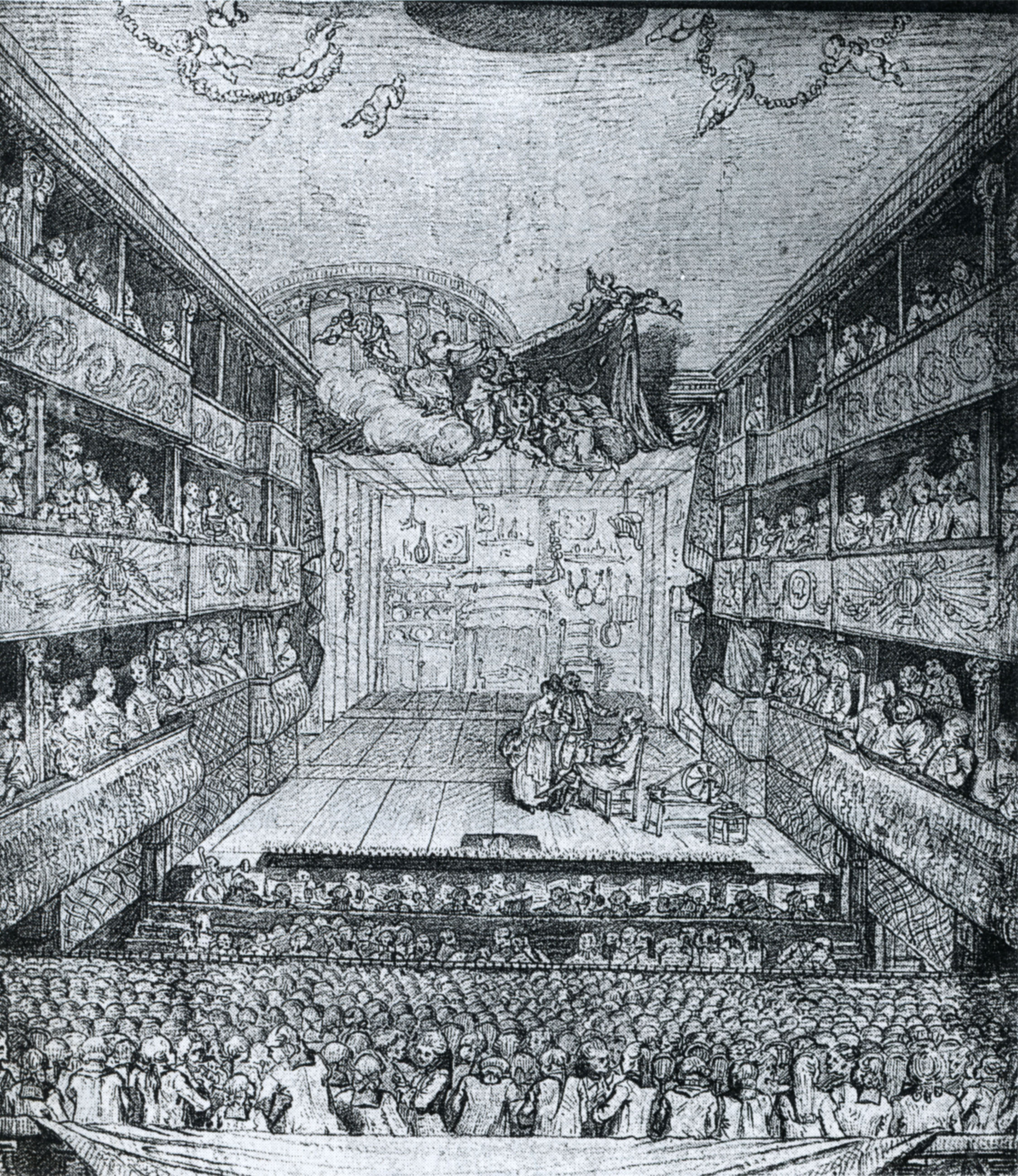
Divadelní sál (1767)

Hôtel de Bourgogne (česky Burgundský palác) byl palác v Paříži, který byl do konce 15. století pařížskou rezidencí burgundských vévodů. V 16. a 17. století zde sídlila divadelní společnost, předchůdkyně Comédie-Française. Stavba se nacházela v dnešní ulici Rue Étienne-Marcel ve 2. obvodu. Z původního paláce se dochovala pouze gotická Věž Jana Nebojácného.

## Palác
Palác byl vybudován v roce 1270 jako Hôtel d'Artois pro Roberta II. z Artois, synovce Ludvíka IX. bezprostředně z vnější strany městských hradeb Filipa II. Augusta. V roce 1318 došlo v paláci ke svatbě dcery krále Filipa V., Johanny III., s Odou IV., burgundským vévodou. Vévoda Filip II. Burgundský utvořil z paláce v roce 1402 svou hlavní rezidenci. V letech 1409-1411 burgundský vévoda Jan I. nechal k paláci přistavět na obranu své pařížské rezidence věž.
Palác zůstal rezidencí do roku 1493, kdy bylo Burgundské vévodství rozděleno mezi Kapetovce a Habsburky.

## Divadlo
V roce 1548 vybudovalo náboženské bratrstvo naproti paláci divadelní sál k hraní náboženských her. Bratrstvo mělo v Paříži monopol na divadelní představení a pronajímalo svůj sál kočujícím divadelním skupinám. První představení se konalo 30. srpna 1548.
V roce 1624 se Pierre Le Messier se svou vlastní divadelní skupinou usídlil v paláci a v roce 1628 se zde usídlil Valleran Le Conte pod záštitou Ludvíka XIII. se svou Troupe royale. Program se skládal z frašek i tragédií Alexandra Hardyho nebo Jeana Rotrou, především ale Jeana Racina.
Od roku 1660 se po nějaký čas o palác dělila Comédie-Italienne s Troupe royale. V roce 1680 se na příkaz Ludvíka XIV. spojila Troupe royale a společnost z Hôtel de Guénégaud, která vznikla spojením Théâtre du Marais a Molièreovou společností a tak byla založena Comédie-Française.